# Francisco de Lima e Silva
Francisco de Lima e Silva, primo barone di Barra Grande (Rio de Janeiro, 1786 – 1853), è stato un politico brasiliano.
Generale, represse una rivolta a Pernambuco nel 1824 e fu a capo dei rivoluzionari che scacciarono Pietro I del Brasile nel 1831. Da quell'anno fino al 1835 ebbe il governo del Brasile. Suo figlio fu il celebre Luís Alves de Lima e Silva.